# Weissella
Weissella es un género de bacterias Gram-positivas de la familia Leuconostocaceae.
La morfología de las weissellas varía de células esféricas o lenticulares de barras irregulares